# Max Jungeblodt
Mathias Maximilian Franziskus Jungeblodt (* 1854; † 1923) war von 1898 bis 1916 Oberbürgermeister der Stadt Münster und als solcher auch Mitglied des Preußischen Herrenhauses.

## Wirken
Auf sein Bestreben hin wurde im Jahr 1901 die Stadtverwaltung in mehrere Dezernate mit Ämtern und Dienststellen untergliedert, um Aufgaben zu bündeln und besser zu organisieren. Dabei war das „Dezernat A“ (auch „Zentralbüro“) das des Oberbürgermeisters.
Weiterhin kümmerte er sich um den Ausbau der Universität und der Industrie sowie die Verbesserung der Infrastruktur.
Zwei Jahre nach seinem Tode wurde nach ihm der Jungeblodtplatz benannt.